# Lucia Oetjen
Lucia Oetjen (ur. 26 września 1981) – szwajcarska kolarka górska, dwukrotna medalistka mistrzostw Europy.

## Kariera
Pierwszy sukces w karierze Lucia Oetjen osiągnęła w 2009 roku, kiedy zdobyła brązowy medal w four-crossie podczas mistrzostw Europy w Zoetermeer. W zawodach tych wyprzedziły ją jedynie Austriaczka Anita Molcik oraz kolejna reprezentantka Szwajcarii, Rachel Seydoux. Na rozgrywanych dwa lata później mistrzostwach Europy w Moskwie w tej samej konkurencji znów była trzecia, tym razem ulegając Brytyjce Katy Curd i Anicie Molcik. W sezonie 2011 Pucharu Świata zajęła trzecie miejsce w klasyfikacji four-crossu za Anneke Beerten z Holandii i Amerykanką Melissą Buhl. Ponadto na mistrzostwach świata w Leogang w 2012 roku była piąta. Nie brała udziału w igrzyskach olimpijskich.